# Sarakollé
I sarakollé (trascritto anche come "sarakolé" o "sarakole"), detti anche soninké, sono una popolazione dell'Africa occidentale saheliana, stanziato principalmente in Mali lungo il confine con la Mauritania (tra Nara, la regione di Koulikoro, Kayes e Nioro du Sahel), oltre che in Senegal, Mauritania, Gambia, Guinea e Guinea-Bissau. Sono culturalmente parte del gruppo mande attraverso la loro lingua, il soninke, ma costituiscono un gruppo etnico a sé stante. Sono considerati i discendenti degli abitanti dell'antico impero del Ghana. Alcuni gruppi sono emigrati in Costa d'Avorio e in Francia. Sono tradizionalmente dediti all'agricoltura, all'artigianato e al commercio. La religione predominante è l'islam sunnita.

## Etnonimo
Il popolo sarakollé è indicato anche come Aswanik, Dafing, Dafi, Dyakanke, Gadyaga, Maraka, Maraxa, Marka, Marka Soninké, Sarakolleh, Saracole, Zarakole, Zagha, Sarakolé, Sarakollé, Sarakule, Sarawule, Saraxole, Seraculeh, Serahuli, Serakhulle, Silabe, Soniake, Soninkés, Sonninké, Toubakai, Wakore, Wangara.
Si riferiscono a sé stessi con la parola "Soninké", che è in realtà il singolare della parola "Soninko", ma sono anche chiamati "Sarakholés" dai Wolof, "Marakas" dai Bambara, "Wangara" dai Mandinka, "Wangarawa" dagli Hausa, "Wakoré" dai Songhai, o anche "Toubakai". "Marka" è il nome con cui sono conosciuti in Mali nella regione di Kayes, Koulikoro, Sikasso, Ségou, Mopti e in Burkina Faso in quella di Dafina.
Il termine "Serakhulle", sebbene spesso si sostenga che sia una parola Wolof, è stato utilizzato per i sarakollé almeno a partire dal XVI secolo ed è utilizzato da popoli lontani tra loro come il Gambia e l'Hausaland. I Jahankas, un sottogruppo, si definiscono di estrazione Serakhulle. Storicamente, il termine "sarakollé" ha connotazioni negative nel Fouta-Djallon e nel Senegambia, da qui l'uso più comune del termine "Serakhulle".

## Storia

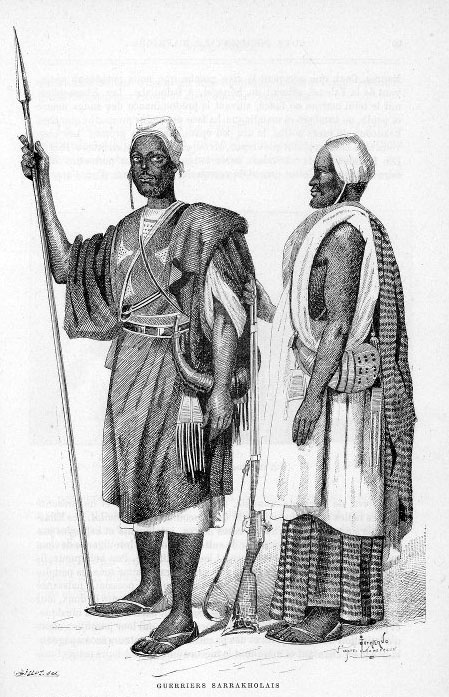
Guerrieri sarakollé

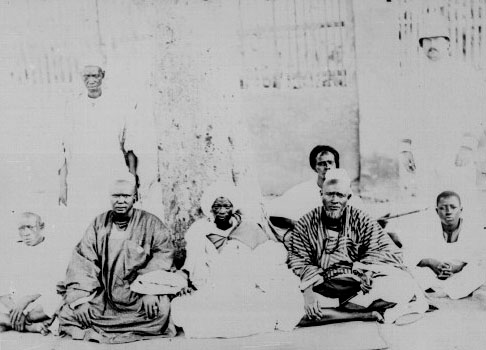
Diobé, sovrano della città di Bakel, nell'era coloniale sarakollé, con i suoi consiglieri (1887-1888).

Le prove archeologiche suggeriscono che le regioni in cui si trovano i sarakollé erano abitate in tempi antichi. Questi insediamenti in pietra furono costruiti sui promontori rocciosi di Tichit - Walata e sulle scogliere di Tagant nella Mauritania meridionale. Sebbene non ci siano documenti sopravvissuti che suggeriscano a quale gruppo etnico appartenessero queste persone, i coloni di questa regione tra il 2500 a.C. e il 600 a.C. erano probabilmente imparentati con i sarakollé e con il popolo Mande più grande. In questa era preistorica si era sviluppata una significativa società agro-pastorale.
Secondo la tradizione orale sarakollé, l'antenato dei sarakollé era il re Dinga. Qualcuno afferma che provenisse dal Medio Oriente (anche se una tale storia è improbabile, poiché l'etichetta "mediorientale" è nata dopo la conversione dei Mande all'Islam). Tra i suoi figli c'era Dyabe Sisse, il fondatore del regno di Wagadu con capitale a Kumbi. Un'altra tradizione sarakollé indica che migrarono da Assuan, in Egitto. Tuttavia le teorie di origine straniera sono quasi del tutto messe in dubbio/ignorate dagli studiosi e si ritiene che derivino da successive influenze culturali eurasiatiche (vale a dire arabe e francesi). Le prove archeologiche supportano un'evoluzione dell'Impero del Ghana e di altri stati Mande dalle radici nelle precedenti culture ancestrali locali sarakollé come quella di Dhar Tichitt, piuttosto che dal Nord Africa o dal Medio Oriente.
I primi documenti scritti sui sarakollé provengono dai primi storici islamici. I sarakollé, secondo questi documenti, furono i fondatori dell'antico Impero del Ghana (da non confondere con il Ghana moderno), chiamato anche Impero Wagadu. L'impero ha le sue radici all'incirca tra il XIII secolo a.C. e il I secolo a.C. e raggiunse un dominio effettivo entro il I e III secolo d.C., ma fu distrutto intorno al XII secolo, dopo che le invasioni musulmane di questa regione iniziarono nel X secolo.

## Demografia e distribuzione

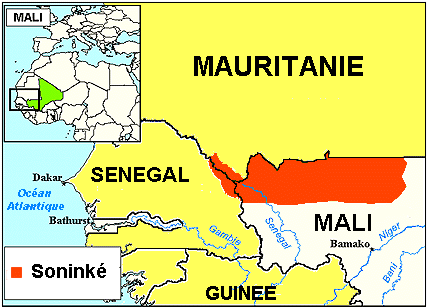
Mappa dei centri abitati sarakollé in Mali

Al giorno d'oggi, la popolazione totale del popolo sarakollé è superiore ai 2 milioni. Il popolo sarakollé si trova in tutta l'Africa occidentale e in Francia, data la loro migrazione quando il Senegal e il Mali facevano parte dell'impero coloniale francese.
La maggior parte del popolo sarakollé si trova nella valle dell'alto fiume Senegal e lungo il confine Mali-Senegal-Mauritania tra Nara e Nioro du Sahel. Le migrazioni sotto il dominio coloniale francese hanno portato molti sarakollé a costruire comunità a Dakar, in altre città in Africa e in Francia. La comunità sarakollé è stata la prima a colonizzare la Francia, la loro comunità si trova a Parigi e nelle città della Francia meridionale e la loro lingua è il dialetto principale parlato tra molte comunità musulmane della Francia. Ci sono anche molti sarakollé che vivono nelle città in tutta l'Africa centrale, una popolazione che include nuovi migranti e discendenti di migrazioni risalenti al 1800, come i laptot (truppe coloniali africane al servizio della Francia tra il 1750 e i primi anni del 1900) che rappresentavano gli interessi mercantili e coloniali francesi nella regione.
Le reti commerciali guidate dalle confederazioni mercantili Wangara, diffusero il popolo e la cultura sarakollé in gran parte del Mali e del Senegal, nella Mauritania meridionale, nel Burkina Faso settentrionale, così come in alcune parti del Gambia e della Guinea-Bissau.

## Religione
Il popolo sarakollé era un collegamento commerciale costiero tra il popolo berbero della regione del Maghreb e gli altri imperi dell'Africa occidentale. Nella loro storia iniziale, aiutarono a scambiare il sale dalla costa settentrionale e occidentale con l'oro trovato nell'entroterra. Questo commercio portò da loro commercianti musulmani, in particolare commercianti arabi interessati all'oro, dopo che l'Islam arrivò nel Nord Africa. La prima menzione fugace dell'impero ghanese del popolo sarakollé si trova nelle opere del geografo arabo dell'VIII secolo Muḥammad ibn Ibrāhīm al-Fazārī e una documentazione più completa si trova nelle opere di un altro geografo arabo dell'XI secolo Al-Bakri.
I governanti e il popolo sarakollé dell'Impero del Ghana si convertirono all'Islam nell'XI secolo e da allora sono musulmani. Alcune fonti islamiche suggeriscono che la conversione sia stata innescata dopo la conquista dell'Impero del Ghana da parte degli Almoravidi nel 1076. Il popolo sarakollé, come altri popoli Mande, aderisce tipicamente alla scuola Maliki dell'Islam sunnita.

## Società e cultura

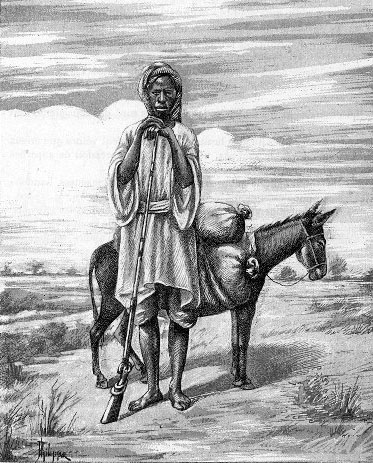
Un uomo sarakollé nel 1890, disegnato da M. Philippe

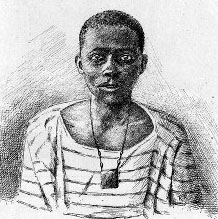
Ritratto di un uomo sarakollé (1890)

La società sarakollé e la sua cultura hanno storicamente molte pratiche culturali con i gruppi etnici limitrofi, in particolare i popoli Mande. Ciò include la religione dell'Islam, le occupazioni, i cibi, i riti di passaggio, la struttura familiare, i matrimoni e la stratificazione sociale.

### Stratificazione sociale
La società sarakollé, come altri gruppi in Mande, è modellata da varie forme di stratificazione sociale.
Gli strati sarakollé hanno incluso una categoria libera chiamata Horro o Horon, una categoria di sistema di caste chiamata Namaxala o Nyaxamalo, e schiavi chiamati Komo. Nel sottogruppo Jaara del popolo sarakollé, la nobiltà chiamata Tunkanlenmu era un altro strato. La società sarakollé divenne altamente stratificata dopo il XIII secolo.
Gli schiavi erano lo strato più numeroso tra i sarakollé come per altri gruppi etnici dell'Africa occidentale, e costituivano fino a metà della popolazione. Gli schiavi tra il popolo sarakollé erano organizzati gerarchicamente in tre strati. Gli schiavi del villaggio erano un gruppo servile privilegiato che viveva separato dal villaggio e prendeva ordini dal capo del villaggio. Gli schiavi domestici vivevano con una famiglia e non potevano essere venduti. Il livello più basso tra gli schiavi era quello degli schiavi commerciali che potevano essere comprati e venduti. Con il tempo, ciascuno di questi strati divenne endogamico, afferma Daniel Littlefield, professore di storia.
Al di sopra degli schiavi c'erano le caste dei sarakollé, che erano anch'esse ereditarie, endogame e avevano uno status gerarchico radicato. Tra queste, ad esempio, i garanke (lavoratori della pelle) al di sotto dei fune (bardi), i fune al di sotto dei gesere o jeli (griot, cantanti) e i jeli al di sotto dei tage o numu (fabbri, lavoratori della ceramica).
Il sistema delle caste e della servitù della gleba può essere collegato al Mandé 'Nyamakalaw' (letteralmente 'casta'). Le prove archeologiche mostrano che arabi e berberi avrebbero poi partecipato a una rete commerciale e di trasporto già consolidata e integrata con l'Africa occidentale (commerciando oro, sale e, in misura minore, alcuni schiavi), basandosi sulle rotte commerciali preesistenti; il commercio si era esteso fino al Ghana e alla costa atlantica occidentale entro l'XI secolo; i sistemi commerciali divennero sempre più sofisticati nel XIII e XIV secolo nell'Impero del Mali e nel XVI secolo nell'Impero Songhai.
Con l'aumento della pratica della schiavitù, è cresciuto anche il sistema delle caste. Tamari suggerisce che un corollario del crescente sistema di schiavitù sia stato lo sviluppo e la crescita del sistema delle caste tra numerosi gruppi etnici dell'Africa intorno al XIII secolo. McIntosh concorda con Tamari, ma afferma che l'emergere dei sistemi di caste probabilmente si è verificato molto prima nelle società dell'Africa occidentale come sarakollé, Mande, Malinke, Wolof, Sérèr e altre. Colloca lo sviluppo e la diffusione delle caste in queste società intorno al X secolo, perché la cattura degli schiavi, la tratta degli schiavi e la detenzione degli schiavi da parte delle famiglie d'élite erano un'istituzione consolidata nell'Africa occidentale a quel tempo, e la schiavitù ha creato un modello per le relazioni servili e la stratificazione sociale degli esseri umani.
Le prove linguistiche suggeriscono che la struttura di stratificazione relativa al sistema delle caste e alla schiavitù fosse probabilmente condivisa tra i popoli mandingo e sarakollé, e forse anche altri come il popolo Dogon dell'Africa occidentale. Tuttavia, le differenze linguistiche tra i sistemi delle caste e della schiavitù dei sarakollé e dei mandingo da un lato e i gruppi etnici del nord dell'Africa come i Tuareg e i Mori dall'altro, suggeriscono che questi si siano evoluti separatamente.

### Matrimonio

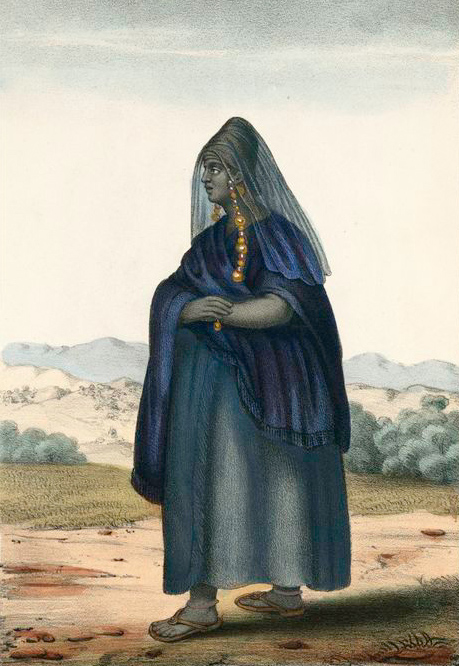
Una donna sarakollé in uno schizzo del 1853 di David Boilat

Il matrimonio nella società sarakollé segue le pratiche islamiche. I matrimoni tra cugini sono comuni e preferiti nella cultura sarakollé, proprio come nel popolo Fula. I genitori acconsentono al matrimonio. Un proverbio tradizionale afferma: "I cugini sono fatti l'uno per l'altro". La pratica tra i mercanti sarakollé, afferma Saskia Brand, professoressa di psicologia e scienze dell'educazione, può essere correlata alla credenza culturale che i matrimoni tra cugini "aiutino a mantenere i soldi in famiglia".
Se entrambe le famiglie sono d'accordo, la coppia si fidanza (i na tamma laga) in una moschea. Ogni mese dopo il fidanzamento, l'uomo paga alla famiglia della donna una dote nuziale (nakhafa) per il loro cibo e altre spese.
La coppia di sposi novelli ha dei consiglieri. Il consigliere dell'uomo è chiamato khoussoumanta-yougo e quello della donna è chiamato khoussoumanta-yakhare. Dopo una settimana di festeggiamenti, le donne si incontrano per mostrare i doni che la coppia ha ricevuto dai genitori, principalmente dalla madre della donna.
Il matrimonio tra strati sociali e linee di casta è stato un tabù, afferma Saskia Brand. Ma, nelle famiglie nobili poligamiche, un nobile poteva prendere moglie dagli strati degli schiavi.

### Circoncisione

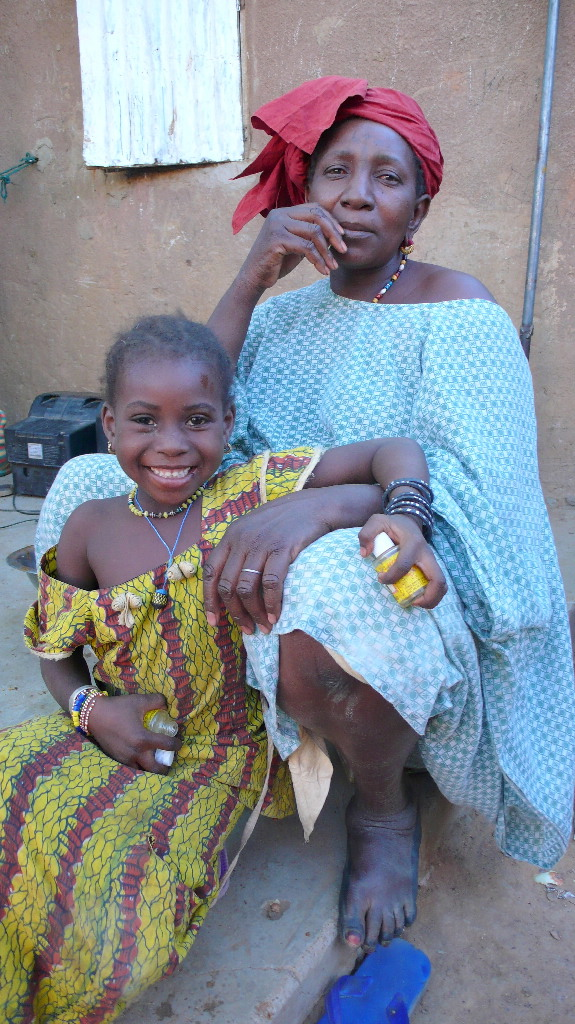
Una donna sarakollé e sua figlia a Sélibaby, Mauritania.

I sarakollé praticano la circoncisione e la chiamano birou. Durante la cerimonia della circoncisione, i ragazzi da circoncidere siedono attorno al "tambour" chiamato "daïné". Gli altri adolescenti del villaggio, ragazze, donne, uomini e schiavi formano un cerchio attorno ai ragazzi. Durante questo periodo i ragazzi sono circondati da sciarpe chiamate disa. L'autore Mamadou Soumare ha scritto "Al di sopra della sua chirurgia tradizionale, il rituale della circoncisione mette in evidenza la resistenza fisica, il dolore, il coraggio, in una parola la personalità del bambino".

#### Mutilazione genitale femminile
Il popolo sarakollé pratica da molto tempo la mutilazione genitale femminile (MGF), detta anche circoncisione femminile. Il tasso di prevalenza della MGF è più alto tra i sarakollé che tra i gruppi etnici vicini come i Wolof e altri. La pratica è culturalmente praticata come un rituale di accettazione sociale e talvolta si presume sia richiesta per motivi religiosi. In Mauritania e Senegal, la MGF di una bambina è illegale secondo la legge contemporanea, ma continua perché è culturalmente radicata per le bambine di appena un anno. Secondo il Rapporto del 2009 sulle pratiche dei diritti umani del Dipartimento di Stato degli Stati Uniti, la pratica della MGF tra i sarakollé ha incluso le mutilazioni di tipo III più pericolose.

### Alimenti
I cibi per la colazione includono il fonde, un porridge fatto di miglio, zucchero, latte e sale, e il sombi, un porridge fatto di riso, miglio o mais. Per il pranzo sono molto comuni il demba tere e il takhaya, entrambi contenenti riso e arachidi, ingredienti frequenti del sarakollé. Il dere, uno stufato, è una miscela di miglio e fagioli.

## Economia
I sarakollé tradizionalmente si dedicano sia al commercio sia all'agricoltura. Durante la stagione delle piogge, sia gli uomini sia le donne coltivano. Tuttavia, le donne di solito restano a casa a cucinare e prendersi cura dei loro figli.
Molti dei primi immigrati dell'Africa occidentale in Francia provenivano da questo gruppo etnico. I sarakollé sono un gruppo etnico influente in Gambia, Senegal e Mali.